# Karl Philibert Ferrara Fiesco

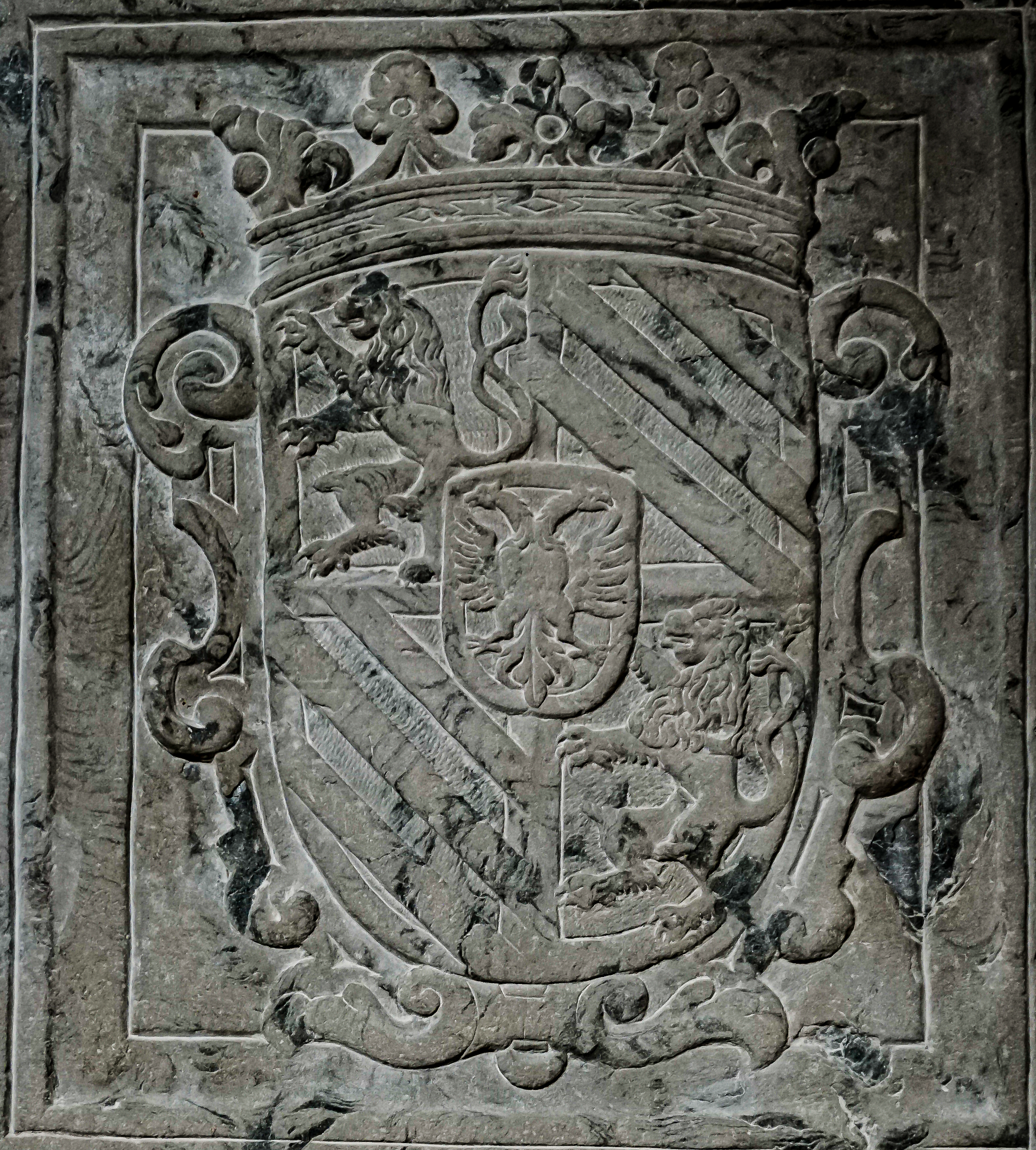
Wappen des Karl Philibert Ferrara Fiesco, Graf von Candel

Karl Philibert Ferrara Fiesco, Graf von Candel (* in Italien; † 10. November 1675 in Balingen) war der erste gemeinsame Obervogt über die südlichen Ämter Württembergs.

## Leben und Wirken
Fiesco von Candel war 1639–1643 Obervogt von Nagold, 1643–1649 Obervogt von Nagold und Altensteig und 1649–1675 Obervogt über Stadt und Amt Tuttlingen, d. h. einschließlich Balingen, Rosenfeld und Ebingen. Die Spitalbuch-Erneuerung aus dem Jahre 1658 erwähnt den Namen und die vollen Titel des Karl Philibert Graf von Candelo, Freiherr zu Rubion und Lozo, Ritter des heiligen Grabes zu Jerusalem und Mauritius (des „hoch- und wohlgeborenen Graven und Herrn, Herrn Carol Philiberten, Grauen von Kandel, Freyherrns zue Rubion und Lotzo, deß hayligen Grabs zue Jerusalem und St. Mozitii, beder orthen Ritters, hochgedacht Ihro fürstl. Drht Raths- und Obervogts der Stätt undt Ämpter Bahlingen, Duttlingen, Rosenveldt und Ebingen“). Er war verheiratet mit Amalia Barbara v. Urbach (Awerbach; * 25. August 1616; † 6. April 1668). Seine Tochter war verheiratet mit Oberrat Nikolaus Ernst von Natzmer aus Pommern. Fiesco von Candel starb am 10. November 1675 in Balingen und wurde in der Balinger Kirche beerdigt.

## Grabplatten seiner Ehefrau und einer jung verstorbenen Tochter
in der Stadtkirche Balingen:

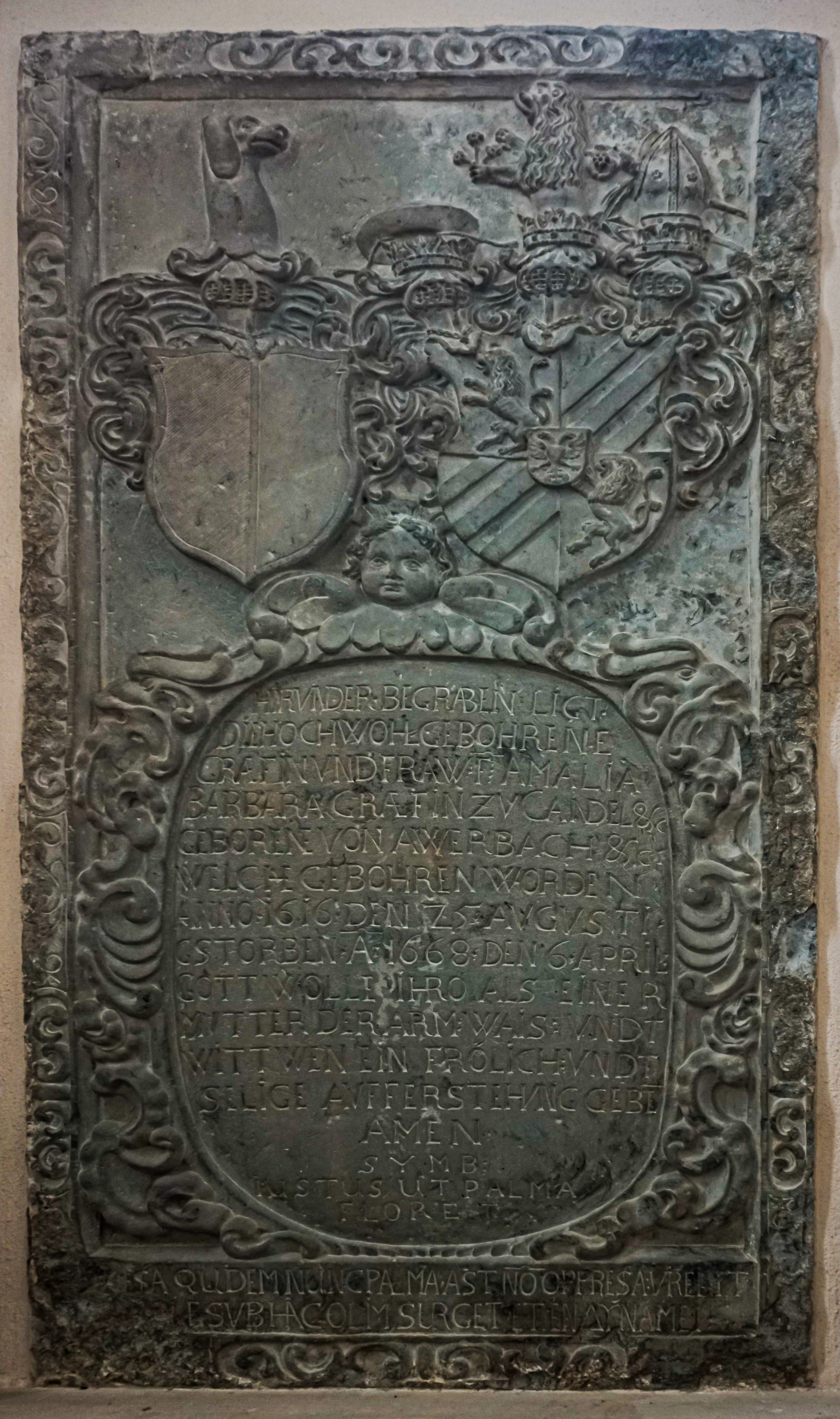
Ehefrau Amalia Barbara v. Urbach mit Allianzwappen Candel – Auerbach
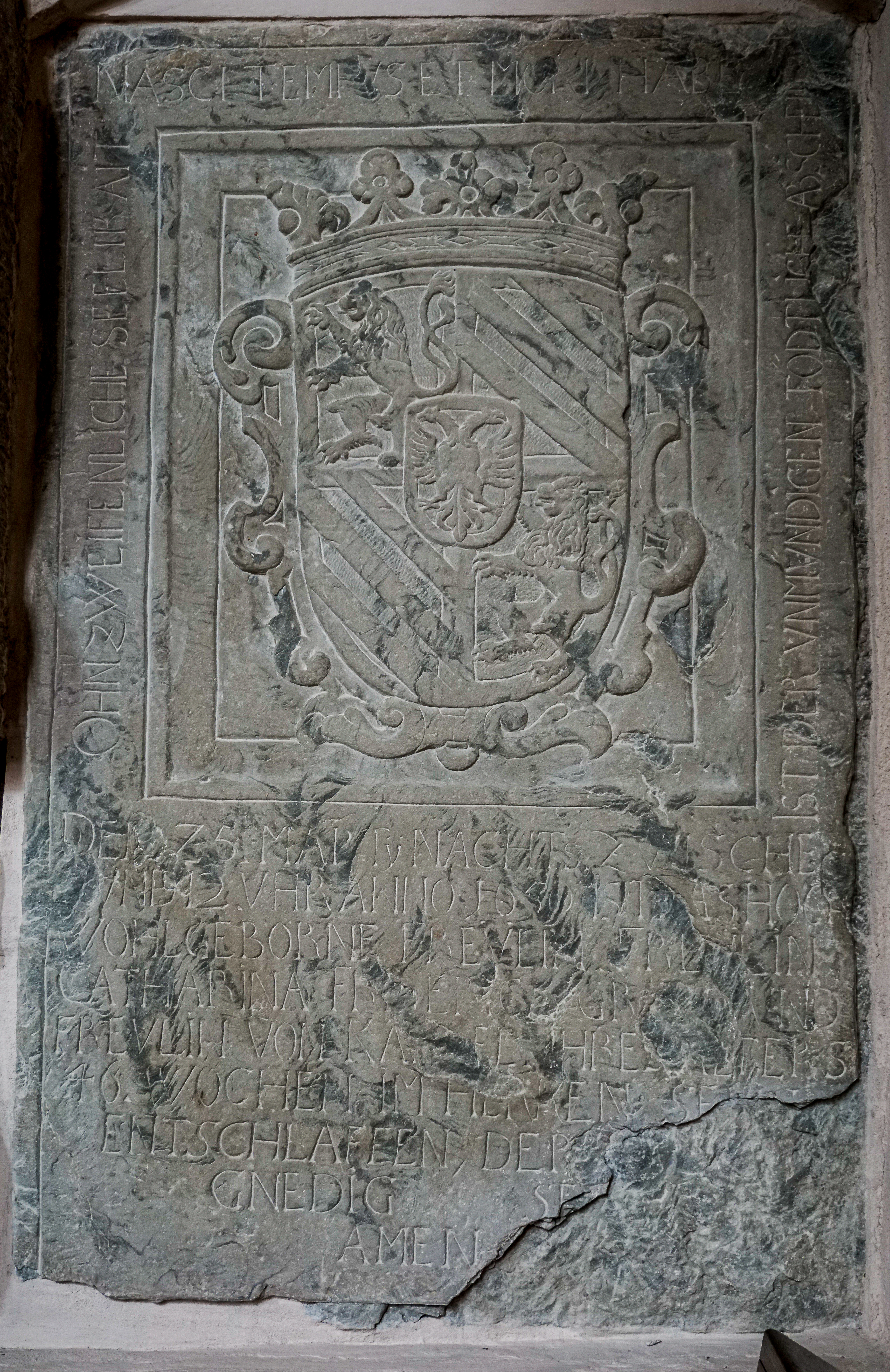
Grabplatte der im Alter von 46 Wochen verstorbenen Tochter Katharina Friederike mit dem Candelschem Wappen